# Noah Fleiss
Noah Fleiss (White Plains, Nova York, 16 de abril de 1984) é um ator norte-americano. 
Fleiss fez sua estréia na tela como um jovem fugitivo (Sam Whitney) que dirige cross-country com seu irmão em Josh and S.A.M. (1993), talvez seu filme mais conhecido. Ele também apareceu em filmes como Joe the King (1999), The Laramie Project (2002) (muito brevemente), e Brick (2005), no qual ele interpretou o intimidante Tug. Aparições na televisão incluem Touched by an Angel, Law & Order, Law & Order: Special Victims Unit e  Fringe.
Em 2015 atuou como Chris no jogo Until Dawn.

## Prêmios e Indicações
| Prêmios | Prêmios   | Prêmios             | Prêmios                            | Prêmios            |
| Ano     | Resultado | Premiação           | Categoria                          | Título             |
| ------- | --------- | ------------------- | ---------------------------------- | ------------------ |
| 1996    | Indicado  | Young Artist Awards | Melhor Jovem Ator - Especial de TV | A Mother's Prayer  |
| 1997    | Indicado  | Young Artist Awards | Melhor Jovem Ator                  | Chasing the Dragon |
| 2000    | Indicado  | Young Artist Awards | Melhor Jovem Ator                  | Joe the King       |